# Mare de Déu de la Ribera
La Mare de Déu de la Ribera és una església barroca de la Pobla de Segur (Pallars Jussà) inclosa a l'Inventari del Patrimoni Arquitectònic de Catalunya.

## Descripció
Església de planta basilical de tres naus amb absis semicircular. Nau central amb cor i l'orgue a sobre l'entrada. Naus laterals a dues altures amb galeries aèries. Coberta de teula i a dues vessants.
A la part del creuer la teulada pren més altura, donant major amplada a aquesta part de l'església. El campanar, situat a l'extrem oest, és de base quadrada aixamfranada a la part superior. Darrere l'absis hi ha una capelleta dedicada a la Mare de Déu de Ribera, on s'accedeix per escales laterals.

## Història
En el segle xiii es produeix la trobada al riu Noguera Pallaresa de la imatge de la Mare de Déu. En el 1936 es destrueix la imatge, reproduïda posteriorment per l'escultor local en Joan Borrell i Nicolau (1940).